# Saint-Cyr-du-Ronceray
Saint-Cyr-du-Ronceray é uma ex-comuna francesa na região administrativa da Normandia, no departamento de Calvados. Estendeu-se por uma área de 4,04 km². Em 2010 a comuna tinha 2 556 habitantes (densidade: 632,7 hab./km²).
Em 1 de janeiro de 2016 foi fundida com as comunas de La Chapelle-Yvon, Saint-Julien-de-Mailloc, Saint-Pierre-de-Mailloc e Tordouet para a criação da nova comuna de Valorbiquet.